# خواكين إيبانيز
خواكين إيبانيز (بالإسبانية: Joaquín Ibáñez) هو لاعب كرة قدم أرجنتيني، ولد في 5 سبتمبر 1996 في فينادو تيورتو في الأرجنتين. شارك مع منتخب الأرجنتين تحت 17 سنة لكرة القدم ومنتخب الأرجنتين تحت 20 سنة لكرة القدم. أما مع النوادي، فقد لعب مع نادي لانوس.

## وصلات خارجية
- خواكين إيبانيز على موقع قاعدة بيانات كرة القدم.إي يو (الإنجليزية)
- خواكين إيبانيز على موقع قاعدة بيانات كرة القدم.إي يو (الإنجليزية)
- خواكين إيبانيز على موقع Soccerway.com (الإنجليزية)